# Feed the Machine
Feed the Machine – dziewiąty album studyjny kanadyjskiej grupy muzycznej Nickelback. Wydawnictwo ukazało się 16 czerwca 2017 roku nakładem wytwórni muzycznej BMG Rights Management. 
Brzmienie albumu jest utrzymane głównie w takich gatunkach jak rock alternatywny i hard rock.

## Lista utworów
| Nr  | Tytuł utworu                | Muzyka, Tekst                                                      | Długość |
| --- | --------------------------- | ------------------------------------------------------------------ | ------- |
| 1.  | „Feed The Machine”          | Chad Kroeger, Mike Kroeger, Ryan Peake                             | 5:02    |
| 2.  | „Coin For The Ferryman”     | Chad Kroeger                                                       | 4:50    |
| 3.  | „Song On Fire”              | Chad Kroeger, Hayley Warner, Ryan Peake, Ryan Spraker, Steph Jones | 3:51    |
| 4.  | „Must Be Nice”              | Chad Kroeger                                                       | 3:43    |
| 5.  | „After The Rain”            | Ali Tamposi, Chad Kroeger                                          | 3:35    |
| 6.  | „For The River”             | Nuno Bettencourt, Chad Kroeger                                     | 3:29    |
| 7.  | „Home”                      | Chad Kroeger, Daniel Adair, Ryan Peake                             | 3:52    |
| 8.  | „The Betrayal (Act III)”    | Chad Kroeger                                                       | 4:21    |
| 9.  | „Silent Majority”           | Chad Kroeger, Ryan Peake                                           | 3:52    |
| 10. | „Every Time We're Together” | Chad Kroeger, Joe Nichols                                          | 3:53    |
| 11. | „The Betrayal (Act I)”      | Ryan Peake                                                         | 2:42    |
|     |                             |                                                                    | 43:10   |

## Twórcy albumu
- Chad Kroeger – wokal, gitara
- Ryan Peake – gitara, keyboard, wokal wspierający
- Mike Kroeger – gitara basowa
- Daniel Adair – perkusja, wokal wspierający
- Ted Jensen – mastering
- Chris Baseford – miksowanie (utwory: 2, 3, 6, 9, 11)
- Chris Lord-Alge – miksowanie (utwory: 1, 5, 7, 10)
- Randy Staub – miksowanie (utwory: 4, 8)
- Richard Beland – zdjęcia
- Chris Baseford, Nickelback – produkcja
- Randall Leddy, Taylor Bringuel – dyrekcja artystyczna, desing

## Listy sprzedaży
| Lista                                        | Kraj              | Pozycja |
| -------------------------------------------- | ----------------- | ------- |
| ARIA                                         | Australia         | 3       |
| Ö3 Austria Top 40                            | Austria           | 4       |
| Ultratop. Vlaanderen                         | Belgia            | 16      |
| Ultratop. Wallonie                           | Belgia            | 43      |
| Dutch Album Top 100                          | Holandia          | 26      |
| Suomen Virallinen Lista                      | Finlandia         | 18      |
| IRMA. Albums Chart                           | Irlandia          | 57      |
| Oricon                                       | Japonia           | 14      |
| Billboard Canadian Albums                    | Kanada            | 2       |
| GfK Entertainment charts                     | Niemcy            | 18      |
| Recorded Music NZ. NZ Yop 40                 | Nowa Zelandia     | 4       |
| OLiS                                         | Polska            | 18      |
| Billboard 200                                | Stany Zjednoczone | 5       |
| Billboard 200. Independent Albums            | Stany Zjednoczone | 2       |
| Billboard 200. Top Alternative Albums        | Stany Zjednoczone | 2       |
| Billboard 200. Top Hard Rock Albums          | Stany Zjednoczone | 1       |
| Billboard 200. Top Rock Albums               | Stany Zjednoczone | 2       |
| Official Charts Company. Scottish Albums     | Szkocja           | 3       |
| Swiss Hitparade                              | Szwajcaria        | 21      |
| Mahasz                                       | Węgry             | 25      |
| Official Charts Company                      | Wielka Brytania   | 3       |
| Official Charts Company. Rock & Metal Albums | Wielka Brytania   | 2       |

## Certyfikat
| Wielka Brytania (BPI) | Tytułem          | Status | Sprzedaż |
| --------------------- | ---------------- | ------ | -------- |
| Wielka Brytania (BPI) | Feed the Machine | Srebro | 60 000+  |